# STX Entertainment
A STX Entertainment é uma empresa americana independente de entretenimento e mídia. Fundada em março de 2014 pelo produtor de filmes Robert Simonds e pelo sócio-gerente da TPG Growth, Bill McGlashan, o estúdio produz projetos de filmes, televisão e mídia digital.
Sobre a sigla STX, o "S" representa Simonds, o fundador da empresa; o "T" representa TPG Growth, cujo sócio-gerente McGlashan ajudou a lançar a empresa; e o "X" representa "projeto secreto". A empresa foi lançada com o objetivo de financiar, desenvolver, produzir, comercializar e distribuir conteúdo voltado para todo o mundo.
Em abril de 2020, a STX anunciou que se fundiria com o estúdio indiano Eros International. A fusão foi concluída em julho de 2020, e a STX se tornou uma divisão da ErosSTX. Em dezembro de 2021 porem, o empresário Jahm Najafi anunciou sua intenção de adquirir a STX da empresa resultante da fusão por US$ 173 milhões. A venda concluída em abril de 2022, e a Eros se tornou uma acionista minoritária e sem direito a voto.